# 1623.
◄ | 16. stoljeće | 17. stoljeće | 18. stoljeće | ►
◄ | 1590-ih | 1600-ih | 1610-ih | 1620-ih | 1630-ih | 1640-ih | 1650-ih | ►
◄◄ | ◄ | 1620. | 1621. | 1622. | 1623. | 1624. | 1625. | 1626. | ► | ►►
Arhitektura • Astronomija • Glazba • Kazalište • Kiparstvo • Knjige • Književnost • Kršćanstvo • Medicina • Politika • Pravo • Promet • Slikarstvo • Znanost

## Rođenja
- 19. lipnja – Blaise Pascal, francuski filozof, matematičar i fizičar († 1662.)
- 6. studenog – Mitrofan Voronješki, ruski svetac († 1703.)

## Vanjske poveznice
|  | Zajednički poslužitelj ima još gradiva o temi 1623. |